# Edvard Grieg
Edvard Hagerup Grieg (15. června 1843 Bergen – 4. září 1907 Bergen) byl norský hudební skladatel. Je považován za největšího norského skladatele vůbec. Jeho hudba vychází z národních tradic Norska a především čerpá z norské lidové hudby. Proslavil se zejména jako autor drobných lyrických skladeb a písní pro klavír a housle, sonát a orchestrálních suit.

## Život
Narodil se a většinu života prožil v Bergenu. Jeho otec Alexander Grieg, původem Skot, byl obchodníkem a zastával také funkci britského čestného konzula. Griegova matka Gesine Judithe Hagerup byla inteligentní a kulturně zaměřená žena s velikým hudebním talentem, byla výborná pianistka a zpěvačka. Na klavír učila hrát Edvarda již od jeho šesti let, navíc se u Griegů scházela hudbymilovná společnost, a tak se již od brzkého dětství seznamoval s hudbou Mozarta či Chopina. V rodině bylo pět dětí, z nichž Edvard projevoval největší talent a na přímluvu slavného norského houslisty Oleho Bulla bylo rozhodnuto, že se stane hudebníkem.

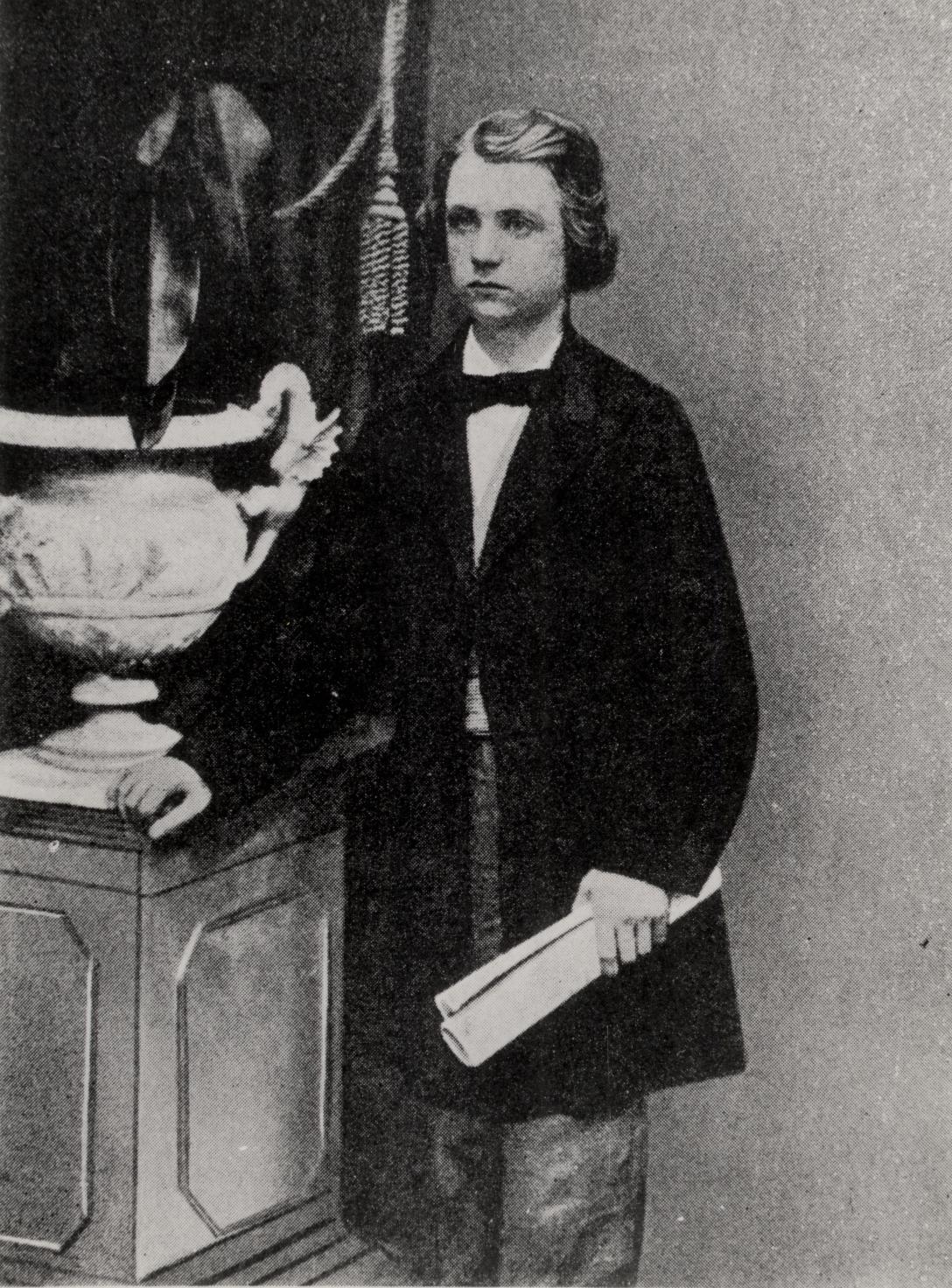
Grieg jako student lipské konzervatoře, asi 1859

V letech 1858–1862 Grieg studoval hru na klavír a kompozici na konzervatoři v německém Lipsku. Na závěrečném veřejném koncertě hrál s velkým úspěchem své čtyři vlastní skladby pro klavír (op. 1). Během studií onemocněl na jaře 1860 těžkým zánětem pohrudnice, který měl za následek jeho celoživotní potíže s plícemi. Jedna polovina plic nefungovala vůbec a na druhé se v pozdějším věku objevila tuberkulóza. Trpěl dušností, častým nachlazením a návaly slabosti.
Rozhodující vliv na směřování Griegovy tvorby měl jeho pobyt v Kodani v letech 1863–1865. Inspiraci hledal nejprve u dánského skladatele Nielse Wilhelma Gadeho, ale nejvíce na něj zapůsobil jen o rok starší Nor Richard Nordraak, autor pozdější norské státní hymny. Pod jeho vlivem se oprostil od akademismu lipské hudební školy a základem jeho další tvorby se stalo norské lidové umění. Nový skladatelský směr je zřejmý na řadě klavírních skladeb z této doby: Poetické obrázky (op. 3), písně na slova básníků Heinricha Heineho a Alberta Chamissa a texty Hanse Christiana Andersena nebo Christiana Winthera, humoresky. V létě 1865 složil během pobytu na pobřeží v Dánsku díla, která patří k jeho nejdůležitějším: klavírní sonátu e moll (op. 7) a sonátu pro housle a klavír F dur (op. 8). Společně s dalšími přáteli založil v Kodani spolek Euterpe pro pěstování skandinávské hudby.
V Kodani se Grieg sblížil se svou sestřenicí Ninou Hagerupovou, která se v roce 1867 stala jeho manželkou. Svého manžela, který měl křehké zdraví, provázela na jeho koncertních turné a celý život o něj pečovala. Byla velmi dobrou zpěvačkou a na koncertech často vystupovala s jeho písněmi. Usadili se v Oslu, kde byl Grieg jmenován dirigentem Filharmonické společnosti. Kromě toho dával hodiny klavíru a komponoval. Narodila se jim dcerka, která však brzy zemřela a další děti již mít nemohli. Na Vánoce roku 1867 vyšel první sešit jeho Lyrických skladeb v lipském nakladatelství C.F. Peters, se kterým spolupracoval až do své smrti. V následujícím roce napsal Grieg další významnou skladbu – klavírní koncert a moll (op. 16). Griegovy skladby zaujaly v roce 1868 skladatele Ference Liszta, který se s ním dvakrát setkal v Římě a podporoval jeho tvorbu.
V Oslu se Grieg spřátelil se spisovatelem Bjørnsonem a na jeho texty napsal několik písní, kantátu Před branou kláštera (op. 20) a scénickou hudbu k dramatu Sigurd Jorsalfar. Jejich společná opera Olaf Trygvason zůstala nedokončena. Spolupracoval s Henrikem Ibsenem, pro kterého v roce 1874 napsal scénickou hudbu k dramatu Peer Gynt, v jejíž druhé části zazněla Solvejžina píseň.

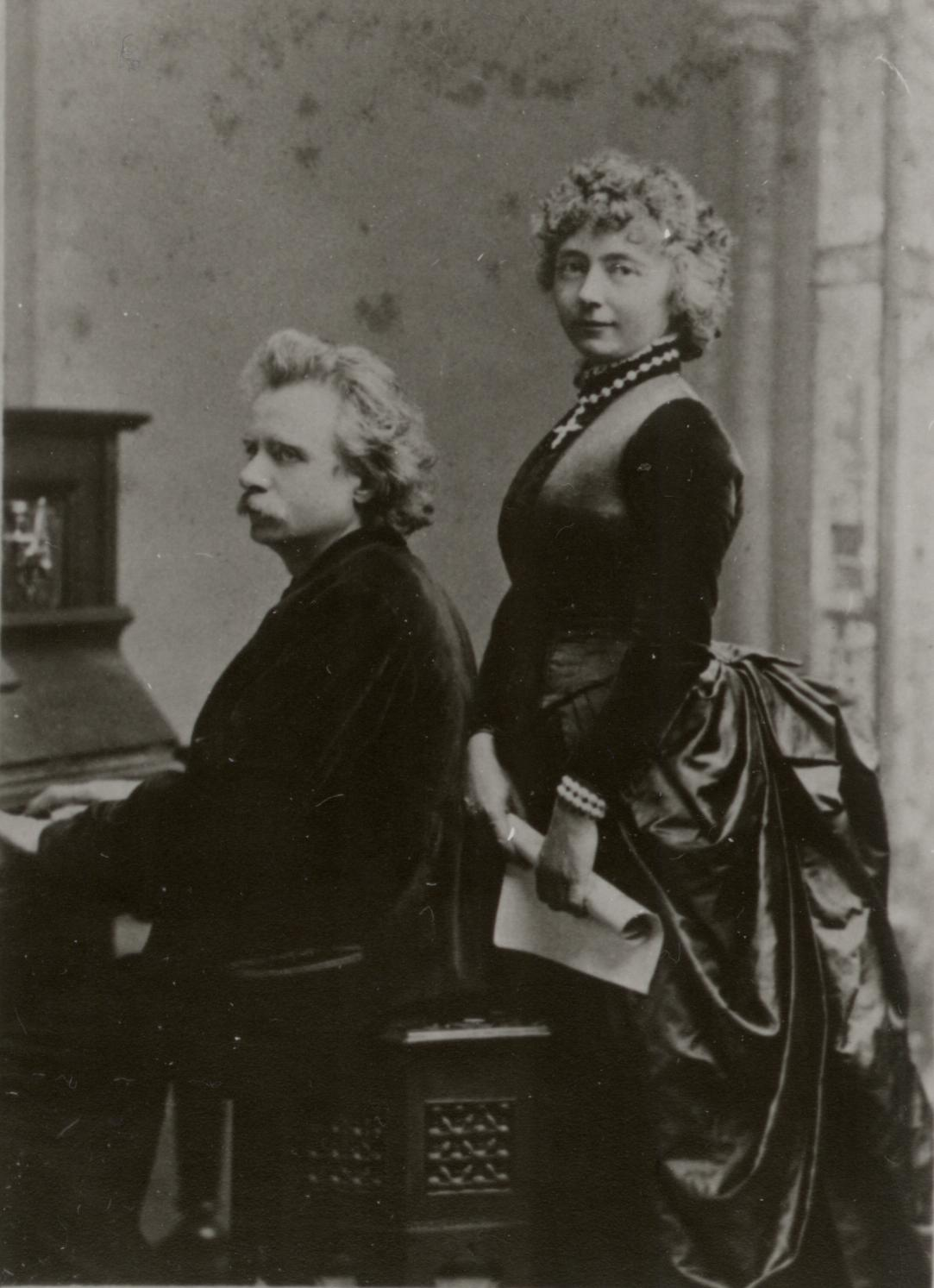
Edvard a Nina Griegovi v roce 1888

V letech 1877–1884 žili manželé v selském statku na východním břehu Soerfjordu poblíž Hardangeru, uprostřed norského folklóru. Grieg tvořil v blízkém malém domku, kde měl klavír a noty. Toto období lze označit za šťastnou tvůrčí periodu, během níž vzniklo asi čtrnáct opusových čísel. Tvořil většinou krátké skladby, drobné, intimní, komorní, které měly vyvolat náladu (zamilovanost, pohodu, klid). Patří sem např. Lístky do památníku (op. 28), druhý sešit Lyrických skladeb (op. 38), Norské tance (op. 35), kantáty Poznání země (op. 31) a Osamělý (op. 32) a písně na texty norského básníka Vinjeho (op. 33). Z větších skladeb lze jmenovat smyčcový kvartet g mol (op. 27) a sonátu pro violoncello a klavír (op. 36).
Od r. 1880 se projevil zvýšený zájem o Griegovu hudbu i jeho osobu také v cizině. Všechny svoje skladby dokázal koncertně zahrát a dirigovat, byl proto často zván k účinkování. Několikrát vystoupil v Lipsku, kde se v roce1883 naposledy setkal s Lisztem. Hrál v Kodani, Frankfurtu nad Mohanem, Římě.

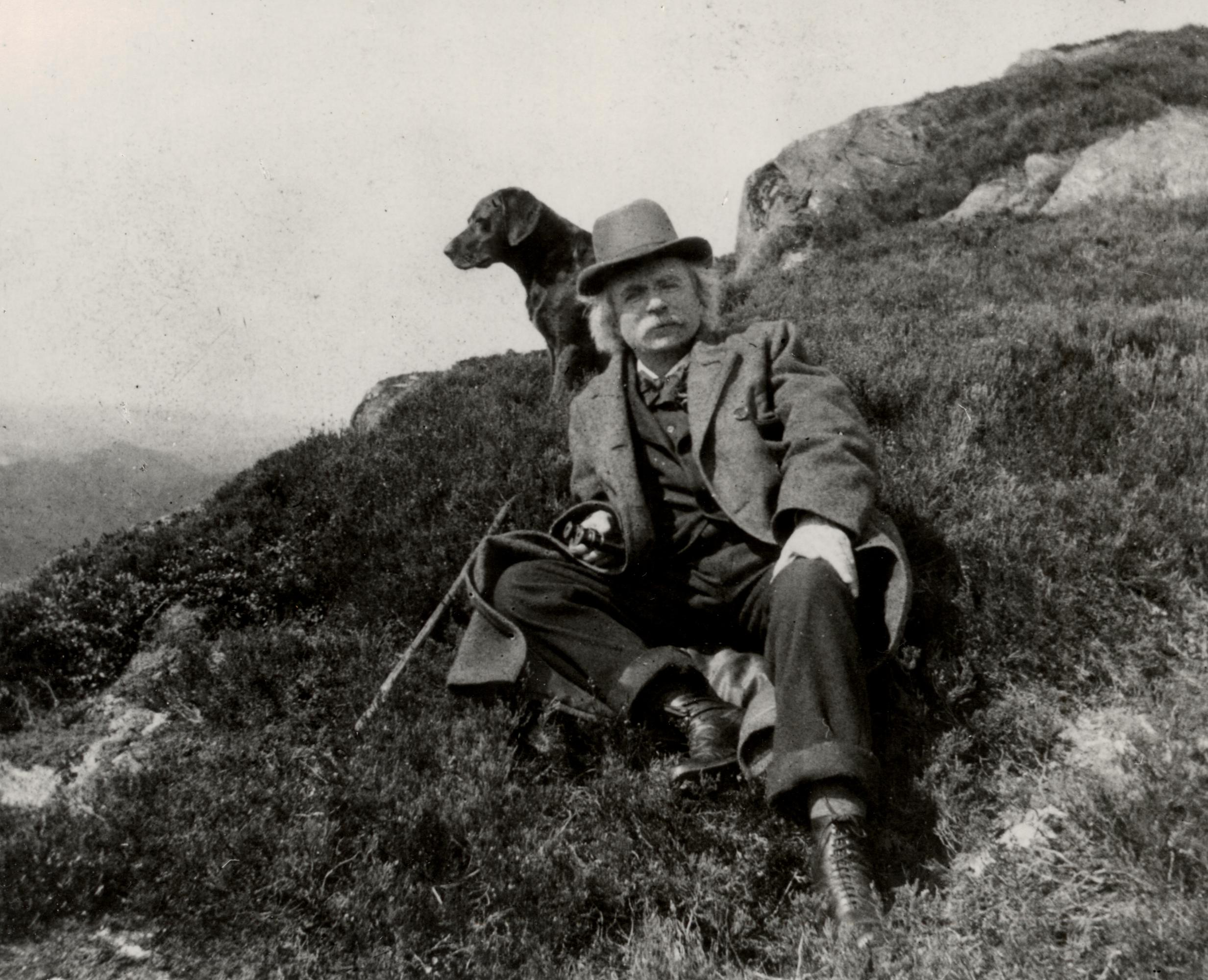
Grieg na pěší túře, 1900

Grieg miloval norskou přírodu, hory a fjordy. V roce 1884 si nechal postavit dům na Troldhaugenu u jezera Nordaa nedaleko Bergenu. V blízkosti měl zvláštní domek těsně u vody, aby se mohl v naprosté izolaci věnovat své tvorbě. Podnikal výlety do okolí po Jotunheimu, k vodopádu Vøringsfossen nebo dalším fjordům. Zimní měsíce trávil kvůli zdraví v mírnějším podnebí v Lipsku, Kodani, Oslu nebo na koncertních cestách po Evropě. V Troldhaugenu vytvořil Grieg většinu svých Lyrických skladeb (3. až 10. sešit), písňový cyklus Dítě hor (op. 67) a klavírní provedení Norských lidových písní (op. 66). V roce 1886 napsal svou třetí sonátu pro housle a klavír, koncertní melodrama Bergliot na Björnsonovu báseň, v r. 1897 čtyři Symfonické tance (op. 64). Přes stupňující se zdravotní potíže související s nástupem tuberkulózy stále pracoval a koncertoval. V letech 1885–1907 navštívil téměř všechna hlavní města Evropy včetně Prahy. Dostalo se mu uznání a veřejných poct. Byl jmenován čestným doktorem univerzity v Cambridge (1893) a univerzity v Oxfordu (1903). Byl členem Akademie umění v Paříži a Berlíně. Na koncertech uváděl vlastní tvorbu a vystupoval jako dirigent, sólový pianista nebo spoluhráč v komorních skladbách, či jako klavírní doprovod písní. V roce 1898 byl z jeho iniciativy v Bergenu uspořádán první norský hudební festival. Svou poslední skladbu, čtvrtý ze žalmů V království nebes (op. 74), ukončil v prosinci 1906.

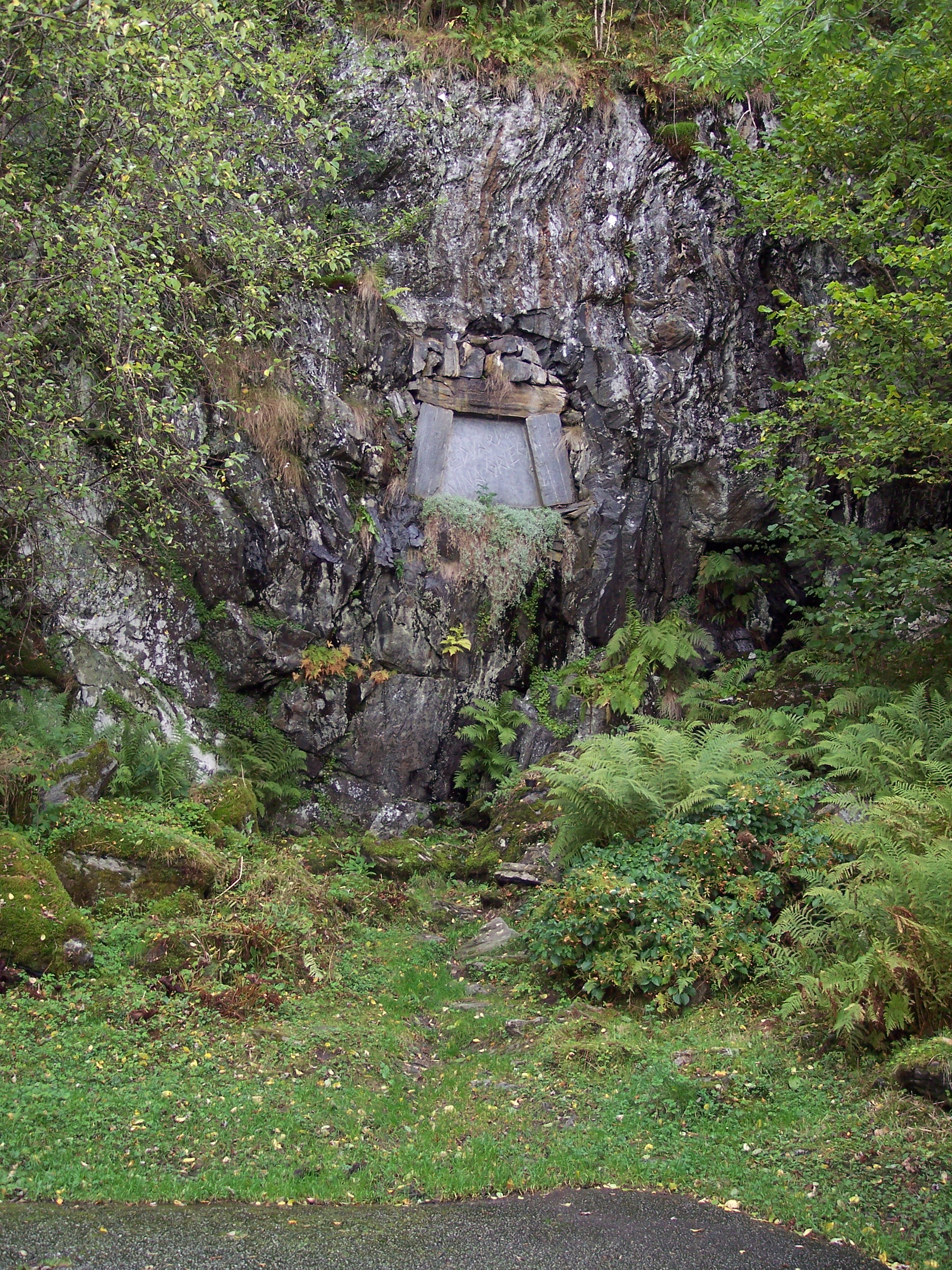
Hrob Edvarda a Niny Griegových

V dubnu 1907 koncertoval Grieg v Kielu a přijal pozvání na vystoupení v Leedsu, které však už nemohl uskutečnit. Zemřel 4. září 1907 v bergenské nemocnici. Jeho pohřbu se zúčastnily tisíce lidí. Dnes je jeho popel, společně s popelem jeho ženy, uložen ve skále poblíž jeho domu.

## Grieg a české země
Griegovy kontakty s našimi zeměmi se uskutečňovaly jednak při jeho zdejších pobytech, jednak kontakty s českými hudebními skladateli a interprety. Shodou okolností byl jeho prvním učitelem hudby na střední škole v Bergenu Čech, hudební skladatel Ferdinand Jan Šedivý (1804–1877). Poprvé se norský skladatel dostal na území Čech v roce 1881. Vzhledem k vleklým potížím se žaludkem, mu lékaři doporučili pobyt v Karlových Varech, kam nastoupil – sám, bez manželky Niny – 1. června. Další dva Griegovy léčebné pobyty v Karlových Varech se uskutečnily v letech 1882 a 1887. Během posledního z nich přepracoval své rané dílo Podzim op. 11, původně určené pro čtyřruční klavír, na orchestrální předehru.
Dne 25. března 1903 se v Praze uskutečnil koncert z Griegova díla za aktivní účasti samotného skladatele. Na programu byl mj. jeho klavírní koncert op. 16 v podání venezuelské virtuózky Teresy Carreño (1853–1917), několik písní zazpívala dcera Antonína Dvořáka Magdalena (1881–1952), Grieg ji doprovázel na klavír. Program zakončila I. suita z Peer Gynta. Den po koncertu navštívil Grieg představení Dvořákovy Rusalky v Národním divadle. Druhý Griegův koncert, opět z jeho skladeb, se v Praze uskutečnil v dubnu 1906. Tentokrát Grieg dirigoval Českou filharmonii. V obou případech se norský skladatel setkal se vřelým přijetím a nadšenými kritikami.
Dvořáka Grieg poznal roku 1896 během svého březnového pobytu ve Vídni, kdy se sešel také s Brahmsem a Brucknerem. Oba muži se tehdy spíše míjeli, setkání při Griegově prvním koncertu v Praze však už bylo srdečné. Griegovým ctitelem byl Josef Bohuslav Foerster, který o něm napsal studii do časopisu Dalibor. Grieg se také znal s Vilemínou Nerudovou, pocházející z Brna. Nerudová patřila ve své době k předním houslistkám a prominentním interpretům Griegových houslových sonát. Griegovy sborové skladby měla ještě za jeho života na repertoáru mnohá pěvecká tělesa z Čech a Moravy.

## Dílo
Přestože Grieg nevytvořil rozsáhlé dílo jako například operu nebo symfonii (výjimka je Symfonie c moll z roku 1864), v oblasti drobných prací komorní hudby představuje výjimečný přínos. Mezi lety 1882–1883 také pracoval na 2. klavírním koncertu b moll, který však nedokončil (jsou dokončeny pouze kusé skicové úseky). Dnes je často nespravedlivě opomíjen, přestože některé jeho skladby, jako například Ve sluji Krále hor nebo Ranní nálada ze suity Peer Gynt, jsou velice často hrány a řadí se do zlatého fondu klasické hudby. Největší oblibu si Grieg získal u Norů, kteří ho velice uznávali a také jim byla jeho hudba nejbližší. Snažil se spojit prvky norské lidové hudby s romantickým hudebním výrazem.
Mezi jeho nejvýznamnější díla patří:
- Klavírní koncert a moll op. 16
- Orchestrální suity Peer Gynt vybrané ze scénické hudby k divadelní hře Henrika Ibsena (mj. Ranní nálada či Ve sluji Krále hor)
- Lyrické skladby pro klavír (66 skladeb v 10 sešitech) vydávané od r. 1867 do r. 1901 včetně slavného Svatebního dne na Troldhaugenu
- Smyčcový kvartet g moll
- úpravy norských lidových písní pro čtyřruční klavír
- Sonáta pro housle a klavír op. 8
- Suita Z časů Holbergových pro smyčcový orchestr op. 40
- Notturno op. 54 no. 4[10]
- Des Dichters Herz op. 52 no. 3